# Городское поселение Агириш
Городское поселе́ние Агириш — муниципальное образование в Советском районе Ханты-Мансийского автономного округа Российской Федерации.
Административный центр — посёлок городского типа Агириш.

## История
Статус и границы городского поселения установлены Законом Ханты-Мансийского автономного округа - Югры от 25 ноября 2004 года № 63-оз «О статусе и границах муниципальных образований Ханты-Мансийского автономного округа - Югры»

## Население
| 2009  | 2010  | 2012  | 2013  | 2014  | 2015  | 2016  |
| ----- | ----- | ----- | ----- | ----- | ----- | ----- |
| 2786  | ↗2856 | ↘2704 | ↘2615 | ↘2478 | ↘2403 | ↘2354 |
| 2017  | 2018  | 2019  | 2020  | 2021  |       |       |
| ↘2296 | ↘2225 | ↘2143 | ↘2108 | ↘1638 |       |       |

## Состав городского поселения
| № | Населённый пункт | Тип населённого пункта      | Население |
| - | ---------------- | --------------------------- | --------- |
| 1 | Агириш           | пгт, административный центр | ↘1638     |